# Prowincja Samut Prakan
Samut Prakan (taj. สมุทรปราการ) – jedna z centralnych prowincji (changwat) Tajlandii. Sąsiaduje z Bangkokiem od północy i prowincją Chachoengsao od wschodu. Jest jedną z najgęściej zaludnionych prowincji Tajlandii.